# Barrstorstövslända
Barrstorstövslända (Amphigerontia contaminata) är en insektsart som först beskrevs av Stephens 1836.  Barrstorstövslända ingår i släktet Amphigerontia och familjen storstövsländor. Arten är reproducerande i Sverige. Inga underarter finns listade i Catalogue of Life.